# President (banda)
President (estilizado en mayúsculas como PRESIDENT)  es una banda anónima de rock formada en 2025. La revista Revolver describe a su líder como "de cabello plateado, con una máscara misteriosa y no del todo realista grabada con arrugas profundas y que irradia la inquietud de una figura de cera, identificado solo como The Artist". Aunque sus identidades reales siguen siendo un misterio, se reveló en una entrevista con Metal Hammer que la formación de la banda está formada por President (líder), Heist (guitarrista), Protest (bajista) y Vice (baterista).

## Historia
La banda se anunció por primera vez como artista en el próximo Download Festival 2025 en febrero de 2025, lo que confundió a los fans, ya que no se revelaron detalles sobre la banda ni habían publicado ningún tema. Poco después, la banda creó una página de Instagram y comenzó a publicar avances crípticos.
En abril de 2025, lanzaron un avance de una nueva canción, su sencillo debut "In The Name of the Father", lanzado el 15 de mayo de 2025. La canción fue nombrada "Canción de la Semana" en BBC Radio 1 y aparecieron en la portada de un número de Rock Sound. La especulación sobre la identidad de la banda se desató, ya que los fans descubrieron vínculos con varias compañías utilizadas por Sleep Token (que encabezaban el Download Festival ese año) y que usaban una iconografía similar a la de Crosses. El 21 de mayo, anunciaron su primer concierto como cabezas de cartel en The Garage de Londres, el 30 de julio. Su segundo sencillo, «Fearless», se lanzó el 5 de junio de 2025. Diversas publicaciones informaron sobre especulaciones de que el proyecto estaría liderado por el cantante Charlie Simpson. La banda debutó en el Download Fest 2025 en junio de 2025. La banda debutó en el Download Festival 2025 en junio de 2025. Se anunció que la banda abriría para Architects en varias fechas en enero de 2026.
El 18 de julio de 2025, la banda anunció su EP debut King of Terrors, que se lanzará el 26 de septiembre, acompañado del tercer sencillo "Rage".

## Estilo musical
La banda ha sido descrita como metal alternativo, heavy metal, metalcore y hard rock. La revista Revolver describe a la banda como una "fusión de metal con elementos de música electrónica, en particular minimal house". El artista dijo: "No quería que se sintiera moderno, quería que se sintiera como algo más. Queríamos añadir un toque de terror; quizá terror no sea la palabra correcta, sino incomodidad, como te incomoda El Resplandor. Quería que se sintiera hermoso pero inquietante".

## Miembros
- President - voz
- Heist - guitarrass
- Protest - bajo
- Vice - bateria

## Discografía

### EPs
| Título          | Detalles                                                             |
| --------------- | -------------------------------------------------------------------- |
| King of Terrors | - Lanzamiento: 26 de septiembre de 2025 - Discografía: Independiente |

### Sencillos
| Título                      | Año  | Álbum           |
| --------------------------- | ---- | --------------- |
| "In The Name of the Father" | 2025 | King of Terrors |
| "Fearless"                  | 2025 | King of Terrors |
| "Rage"                      | 2025 | King of Terrors |